# Kazimierz Paździor
Kazimierz Sylwester Paździor (ur. 4 marca 1935 w Radomiu, zm. 24 czerwca 2010 we Wrocławiu) – bokser, mistrz olimpijski, jeden z najwybitniejszych polskich pięściarzy.

## Życiorys
Absolwent wieczorowego Technikum Ekonomicznego, zaocznych studiów ekonomicznych w warszawskiej SGPiS, które ukończył w 1969 roku  oraz dwuletniego Studium Trenerskiego przy wrocławskiej AWF (1972).
Boksował w latach 1951–1961. Zawodnik Broni Radom, OWKS Lublin, Legii Warszawa i ponownie Broni Radom. Był trenerem Broni Radom 1962–1964, w Zagłębiu Lubin 1970–1979 i Gwardii Wrocław 1979–1986.
Walczył w wadze lekkiej.
Zdobywca złotego medalu na Igrzyskach Olimpijskich w Rzymie 1960. Pokonał kolejno: Abdula Karima (Irak), Harry'ego Lempio (NRD), Ahmeda Shokveira (ZRA), obrońcę tytułu mistrzowskiego Richarda McTaggarta (Wielka Brytania) i w finale Sandro Lopopolo (Włochy).
Mistrz Europy z Pragi 1957. Podczas Mistrzostw Europy w Lucernie 1959 przegrał z późniejszym mistrzem Olli Mäki z Finlandii.
Dwukrotny mistrz Polski (1958 i 1960), wicemistrz z 1957.
12 razy wystąpił w reprezentacji Polski – wygrał 10 walk i 2 przegrał.
W karierze stoczył 194 walki, 179 wygrał, 3 zremisował i 12 przegrał.
W 1990 otrzymał Nagrodę im. Aleksandra Rekszy.

## Upamiętnienie
W Radomiu od 2003 roku organizowany jest międzynarodowego turniej juniorów im. K. Paździora.